# Чемпионат России по бейсболу
Чемпионат России по бейсболу — ежегодное соревнование российских мужских команд по бейсболу. Проводится с 1992 года по системе «весна — осень». С 2025 года организатором является Федерация бейсбола и софтбола России (ранее — Федерация бейсбола России)
В 1989—1991 проводился чемпионат СССР по бейсболу. Первенство 1992 года имело статус открытого чемпионата России с участием команд из бывших республик СССР. С 1993 первенство разыгрывают уже только российские команды. Организатором чемпионатов до 2002 являлась Федерация бейсбола, софтбола и русской лапты России, а после её разделения на три организации бейсбольные чемпионаты страны проводятся под управлением Федерации бейсбола России.

## Формула соревнований
Первенство разыгрывается между командами, входящими в высшую лигу. В 2019 году соревнования состояли из двух этапов — предварительного и финала. На предварительном этапе 7 команд играли в 4 круга по туровой системе. Две лучшие команды в финальной серии разыграли чемпионское звание. Финал проходил до четырёх побед одного из соперников.
В 2020 году в связи с пандемией COVID-19 чемпионат в высшей лиге был проведён по укороченной программе. 8 команд провели однокруговой турнир, после чего две лучшие команды в серии до 5 побед одного из соперников определили чемпиона, а 3-я и 4-я команды в серии до трёх побед — бронзового призёра

### Чемпионат 2020
- Высшая лига (8 команд): «РусСтар» (Москва), «Московские Волки» (Москва), «Москвич» (Москва), «РусСтар-Юность» (Москва), сборная Санкт-Петербурга, «Северные Звёзды» (Москва), «Метеор» (Балашиха), «Чёрное Море» (Симферополь).

В финальной серии «РуСтар» победил «Московских Волков» 5-1 (2:3, 11:4, 11:6, 8:1, 16:5, 5:2). 3-е место занял «Москвич». Чемпионат прошёл с 8 по 29 августа на московской «РусСтар Арене».

### Чемпионат 2021
- Высшая лига (10 команд): «РусСтар» (Москва), «Московские Волки» (Москва), «Москвич» (Москва), «РусСтар-Юность» (Москва), сборная Санкт-Петербурга, «Северные Звёзды» (Москва), «Метеор» (Балашиха), «Спартак» (Москва), Акулы (Москва),Черное море (Симферополь)

В финальной серии «РуcСтар» победил «Московских Волков» 4-1 (1:5, 15:0, 16:1, 12:1, 2:1). 3-е место занял «Москвич». Чемпионат прошёл с 24 июля по 31 августа.

### Чемпионат 2022
- Высшая лига (9 команд): «РусСтар» (Москва), «Московские Волки» (Москва), «Москвич» (Москва), «РусСтар-Юность» (Москва), сборная Санкт-Петербурга, «Северные Звёзды» (Москва), «Метеор» (Балашиха), «Спартак» (Москва), Акулы (Москва)

## Призёры
| Год  | 1-е место                        | 2-е место                          | 3-е место                           |
| ---- | -------------------------------- | ---------------------------------- | ----------------------------------- |
| 1992 | «Красные Дьяволы» (Москва)       | «Гиганты-АПФ» (Тирасполь, Молдова) | «Уссурийские Тигры» (Владивосток)   |
| 1993 | «Красные Дьяволы» (Москва)       | «Гиганты-АПФ» (Тирасполь, Молдова) | СКА-29 (Балашиха)                   |
| 1994 | «Красные Дьяволы» (Москва)       | СКА-29 (Балашиха)                  | МГУ (Москва)                        |
| 1995 | «Красные Дьяволы» (Москва)       | СКА-ПВО (Балашиха)                 | СКА-29 (Балашиха)                   |
| 1996 | ЦСКА-ПВО (Балашиха)              | «Красные Дьяволы» (Москва)         | «Спартак» (Москва)                  |
| 1997 | ЦСКА-ПВО (Балашиха)              | СКА МВС (Балашиха)                 | СКВ (Москва)                        |
| 1998 | ЦСКА-ПВО (Балашиха)              | СКВ (Москва)                       | «Спартак» (Москва)                  |
| 1999 | ВАТУ-ВВИА (Балашиха)             | СКВ (Москва)                       | «Спартак» (Москва)                  |
| 2000 | ВАТУ-ВВИА (Балашиха)             | «Москвич» (Москва)                 | «Спартак» (Москва)                  |
| 2001 | ВАТУ-ВВА (Балашиха)              | «Торнадо-МГУ» (Балашиха)           | «Москвич» (Москва)                  |
| 2002 | «Торнадо-МГУ» (Балашиха)         | ЦСК ВВС (Балашиха)                 | МГФСО (Москва)                      |
| 2003 | «Торнадо-МГУ» (Балашиха)         | ЦСК ВВС (Балашиха)                 | МГФСО (Москва)                      |
| 2004 | «Торнадо-МГУ» (Балашиха)         | ЦСК ВВС (Балашиха)                 |                                     |
| 2005 | «Торнадо-МГУ» (Балашиха)         | ЦСК ВВС (Балашиха)                 |                                     |
| 2006 | «Торнадо-МГУ» (Балашиха)         | ЦСК ВВС (Балашиха)                 | «Северные Звёзды» (Москва)          |
| 2007 | «Торнадо» (Балашиха)             | МГПУ (Москва)                      | «Москвич» (Москва)                  |
| 2008 | МГПУ (Москва)                    | «Москвич» (Москва)                 | «Торнадо-ЦСК ВВС» (Балашиха)        |
| 2009 | «Торнадо-МГУ-ЦСК ВВС» (Балашиха) | МГПУ (Москва)                      | «Северные Звёзды» (Москва)          |
| 2010 | «Торнадо-МГУ» (Балашиха)         | МГПУ (Москва)                      | «Северные Звёзды» (Москва)          |
| 2011 | «Торнадо-МГУ» (Балашиха)         | МГПУ (Москва)                      | «Северные Звёзды» (Москва)          |
| 2012 | «Торнадо-МГУ» (Балашиха)         | МГПУ (Москва)                      | «Северные Звёзды» (Москва)          |
| 2013 | МГПУ (Москва)                    | «Северные Звёзды» (Москва)         | «Грин Сокс» (Москва)                |
| 2014 | «Северные Звёзды» (Москва)       | СШОР-42 (Москва)                   | «Юность Москвы» (Москва)            |
| 2015 | СШОР-42 (Москва)                 | «Московия» (Раменское)             | «Балашиха»                          |
| 2016 | СШОР-42 (Москва)                 | «Московия» (Раменское)             | «Крым» (Симферополь)                |
| 2017 | СШОР-42 (Москва)                 | «Москвич» (Москва)                 | «Северные Звёзды» (Санкт-Петербург) |
| 2018 | СШОР-42 (Москва)                 | «Москвич» (Москва)                 | сборная Санкт-Петербурга            |
| 2019 | «Москвич» (Москва)               | «РусСтар» (Москва)                 | СШОР-42-2 (Москва)                  |
| 2020 | «РусСтар» (Москва)               | «Московские Волки» (Москва)        | «Москвич» (Москва)                  |
| 2021 | «РусСтар» (Москва)               | «Московские Волки» (Москва)        | «Москвич» (Москва)                  |
| 2022 | «РусСтар» (Москва)               | «Москвич» (Москва)                 | «РусСтар» Юность (Москва)           |
| 2023 | «РусСтар» (Москва)               | «Московские Волки» (Москва)        | «Восток» (Москва)                   |
| 2024 | «Северные звёзды» (Москва)       | «Восток» (Москва)                  | «Москвич» (Москва)                  |